# Renato Moicano
Renato Alves Carneiro, também conhecido como Renato Moicano (Brasília, 21 de maio de 1989), é um lutador profissional brasileiro de artes marciais mistas (MMA), atualmente competindo na divisão peso-leve do Ultimate Fighting Championship (UFC). Profissional desde 2010, ganhou notoriedade competindo em eventos nacionais no Brasil, sendo ex-campeão interino dos penas do Jungle Fight. Em 24 de junho de 2025, ocupa a 12ª colocação no ranking dos pesos-leves do UFC.

## Biografia
Renato Carneiro é natural de Brasília, Distrito Federal, e filho de servidores públicos. Iniciou sua trajetória nas artes marciais ainda na infância, praticando judô aos oito anos de idade. No início dos anos 2000, mudou-se para o Rio de Janeiro, onde teve seu primeiro contato com o jiu-jítsu brasileiro, modalidade na qual começou a treinar regularmente. Após retornar à capital federal, passou a treinar com o mestre Alex Nacfur, conhecido como "Leleco". Atendendo às expectativas do pai, ingressou no curso de Direito, conciliando os estudos universitários com a prática intensiva das artes marciais. Durante esse período, passou a se dedicar também a outras modalidades de combate, como boxe, muay thai e wrestling, com o objetivo de se preparar para atuar nas artes marciais mistas. Com destaque em todas as disciplinas, fez sua estreia profissional no MMA em 2010, lutando pelo Jungle Fight, considerado o principal evento de MMA no Brasil. Apesar de já competir profissionalmente, manteve os estudos acadêmicos por alguns semestres, até decidir abandonar o curso de Direito e dedicar-se integralmente à carreira no MMA.
Renato Moicano passou a ganhar notoriedade não apenas por suas atuações dentro do octógono, mas também por suas entrevistas pós-luta e declarações polêmicas. Após o UFC 281, adotou oficialmente o apelido “Money Moicano”. Suas falas, frequentemente espontâneas e provocativas, viralizaram nas redes sociais, com vídeos que ultrapassaram 1,5 milhão de visualizações. Um dos momentos mais comentados ocorreu no UFC Paris, quando, após nocautear Benoît Saint-Denis, criticou o governo francês, a agenda globalista e chegou a ofender diretamente o presidente Emmanuel Macron.
Paralelamente à carreira no MMA, Moicano consolidou-se como influenciador digital e criador de conteúdo. Iniciou sua presença online durante a pandemia com transmissões de jogos na plataforma Twitch, mas logo migrou para vídeos relacionados ao MMA, nos quais comenta lutas, entrevista atletas e compartilha bastidores do UFC com bom humor e autenticidade. Ele também produz podcasts em português e inglês, abordando temas que vão desde artes marciais até finanças pessoais. Em seu canal, compartilha sua filosofia de investimentos, com foco em imóveis e criptomoedas, especialmente Bitcoin, buscando construir estabilidade financeira e uma fonte de renda passiva para o futuro.

## Carreira no MMA

### Jungle Fight
A estréia oficial de Moicano no MMA aconteceu no Jungle Fight 18, contra Marcos Alexandre "Capitão" em 20 de março de 2010. Moicano venceu por finalização no terceiro round. O que chamou bastante atenção, já que na época Moicano era faixa roxa de jiu-jítsu, e Alexandre Capitão um faixa preta. O que não impediu a vitória de Moicano por finalização com um mata-leão.
Moicano enfrentou o experiente João Paulo Rodrigues, primeiro lutador a derrotar o futuro campeão peso-galo do UFC Renan Barão, no Jungle Fight 21 em 31 de julho de 2010, vencendo por decisão unânime dos juízes após três rounds.
Moicano enfrentou Eduardo Felipe no Jungle Fight 24 em 18 de dezembro de 2010, finalizando no segundo round via mata-leão.
Moicano realizou a segunda luta mais importante do Jungle Fight 25, realizado em 19 de fevereiro de 2011. Enfrentou Joao Luiz Nogueira e venceu por decisão unânime.
Moicano realizou a luta principal do Jungle Fight 29, realizado em 25 de junho de 2011, enfrentando Iliarde Santos. Após três rounds intensos, saiu vitorioso por decisão unânime.
Moicano fez sua estreia no renomado evento brasileiro Shooto Brazil, na edição 36, onde enfrentou Felipe Froes em sua cidade natal, Brasília. Após uma luta frenética, foi inicialmente declarado vencedor por decisão dividida dos juízes. No entanto, posteriormente, o promotor do evento e renomado treinador da Nova União André Pederneiras subiu no ringue para anunciar que houve um erro na contagem das pontuações, nas quais dois juízes haviam marcado empate e um dado vitória a Moicano. Após a averiguação oficial das papeletas, o resultado da luta foi corrigido para empate majoritário. Curiosamente, Felipe Froes era atleta da Nova União.
Após quase dois anos afastado do evento, Moicano retornou ao Jungle Fight na edição 50, realizada em 6 de abril de 2013, onde enfrentou Mauro Chaulet. Moicano venceu o combate por finalização no segundo round, aplicando um mata-leão.
Moicano enfrentou Nilson Pereira no Jungle Fight 55, realizado em 20 de julho de 2013. Após uma luta morna, marcada por vaias do público, venceu por decisão unânime com pontuações incomuns de 27–26 em todos os cartões dos juízes, já que ambos os atletas tiveram dois pontos deduzidos por falta de combatividade.
Moicano estava escalado para enfrentar o então campeão peso-galo do Jungle Fight, Mario Israel, no dia 23 de novembro de 2013, pelo Jungle Fight 61, em luta válida pelo cinturão da categoria. No entanto, uma lesão de Israel levou ao cancelamento do combate. O invicto Jonas Bilharinho foi então anunciado como substituto para enfrentar Moicano pelo cinturão interino. Desta vez, foi Moicano quem sofreu uma lesão, resultando no cancelamento da luta.
Moicano esteve escalado para enfrentar Thomas Almeida, futuro campeão peso-galo do Legacy FC e integrante do plantel do UFC, no evento Bison FC 2. O card tinha a luta principal de jiu-jitsu entre o ator André Ramiro, conhecido por interpretar o personagem Mathias no filme Tropa de Elite, e Román Laurito, baixista da banda Tihuana, autora da canção tema do longa. No entanto, todas as lutas e o evento foram canceladas por motivos não revelados.

#### Campeão Interino Peso-Pena do Jungle Fight
Moicano estava escalado para enfrentar o então campeão peso-pena do Jungle Fight, Marcos Alexandre 'Capitão', em uma revanche de sua primeira luta profissional, desta vez valendo o cinturão da categoria, no Jungle Fight 71, realizado em 19 de julho de 2014. No entanto, Alexandre sofreu uma lesão e foi substituído por Ismael Bonfim, com o duelo passando a valer o título interino dos penas. Moicano venceu a luta por finalização ainda no primeiro round, aplicando um mata-leão e se consagrando campeão interino da divisão. Ainda no octógono, durante a entrevista pós-luta, pediu sua namorada em casamento em rede nacional.

### Ultimate Fighting Championship
Moicano assinou contrato com o UFC para substituir Rony Jason contra o finlandês Tom Niinimäki em 20 de dezembro de 2014 no UFC Fight Night: Machida vs. Dollaway. Ele venceu a luta por finalização com um mata-leão no segundo round, após uma bela apresentação e um excelente jogo Muay Thai.
Moicano foi escalado para enfrentar Mirsad Bektić em 30 de maio de 2015, no UFC Fight Night: Condit vs. Alves, porém foi retirado do combate devido a uma lesão, sendo substituído por Lucas Martins.
Moicano fez sua segunda luta pela organização contra o russo Zubaira Tukhugov em 14 de maio de 2016 no UFC 198. Mesmo sendo considerado azarão, após um combate muito equilibrado ele venceu por decisão dividida.
Moicano era esperado para enfrentar Mike De La Torre em 24 de setembro de 2016, no UFC Fight Night: Cyborg vs. Länsberg. Porém foi forçado a se retirar do combate devido a uma lesão, sendo substituído de última hora por Godofredo Pepey.
Moicano enfrentou o norte-americano Jeremy Stephens em 15 de abril de 2017, no UFC on Fox: Johnson vs. Reis. Considerado azarão contra o então quinto colocado do ranking peso-pena, Moicano venceu por decisão dividida. Com o resultado, entrou no top 15 da categoria, assumindo a 11ª posição em apenas três luta no UFC.
Moicano enfrentou Brian Ortega em 29 de julho de 2017, no UFC 214, em um duelo entre os dois únicos atletas invictos no top 15 da divisão dos penas. Após dois rounds equilibrados, Moicano acabou sendo finalizado no terceiro round com uma guilhotina, sofrendo assim sua primeira derrota na carreira. A performance rendeu aos lutadores o bônus de Luta da Noite. Após o combate, Moicano deixou o Brasil e passou a treinar na equipe norte-americana American Top Team na Florida.
Moicano enfrentou Calvin Kattar em 7 de abril de 2018, no UFC 223. Ele venceu por decisão unânime.
Moicano enfrentou Cub Swanson em 4 de agosto de 2018, no UFC 227. E venceu por finalização com um mata-leão ainda no primeiro round. A performance lhe rendeu o prêmio de Performance da Noite.
Moicano estava escalado para enfrentar Mirsad Bektic em 8 de dezembro de 2018, no UFC 231. No entanto, em 15 de novembro foi anunciado que Bektic havia se retirado do combate devido a uma lesão não revelada, resultando no cancelamento da luta.
Moicano enfrentou ex-campeão peso-pena do UFC José Aldo em 2 de fevereiro de 2019, na luta co-principal do UFC Fight Night: Assunção vs. Moraes 2, em Fortaleza. Na ocasião, estava próximo de uma possível disputa de cinturão e precisava vencer o ex-campeão para se credenciar. Moicano teve um bom início de luta e venceu o primeiro round, mas acabou sendo nocauteado por Aldo no segundo assalto, sofrendo uma derrota por nocaute técnico.
Moicano enfrentou Chan Sung Jung em 22 de junho de 2019, na luta principal do UFC Fight Night: Moicano vs. Korean Zombie. Foi derrotado por nocaute técnico ainda no primeiro round.
Após deixar a divisão dos penas, Moicano subiu para o peso-leve e enfrentou Damir Hadžović em 14 de março de 2020, no UFC Fight Night: Lee vs. Oliveira. Ele venceu o combate por finalização com um mata-leão ainda no primeiro round.
Moicano era esperado para enfrentar Magomed Mustafaev em 18 de outubro de 2020, no UFC Fight Night: Ortega vs. The Korean Zombie. No entanto, ele se retirou do combate em meados de setembro por motivos não revelados. Duas semanas depois, foi anunciado que enfrentaria Rafael Fiziev em 28 de novembro de 2020, no UFC on ESPN: Smith vs. Clark. Contudo, Moicano testou positivo para COVID-19 no dia do evento e a luta foi remarcada para o UFC 256 em 12 de dezembro. Moicano foi derrotado por nocaute técnico no primeiro round.
Moicano enfrentou Jai Herbert em 26 de junho de 2021, no UFC Fight Night: Gane vs. Volkov. Ele venceu a luta por finalização com um mata-leão no segundo round.
Moicano enfrentou Alexander Hernandez em 12 de fevereiro de 2022, no UFC 271. Ele venceu a luta por finalização com um mata-leão no segundo round.
Moicano foi escalado como substituto de última hora para Rafael Fiziev e enfrentou o ex-campeão peso leve do UFC Rafael dos Anjos em 5 de março de 2022, no UFC 272. A luta foi realizada em peso casado de 160 libras. Moicano foi derrotado após 5 rounds por decisão unânime.
Moicano enfrentou Brad Riddell em 12 de novembro de 2022, no UFC 281. Ele venceu a luta por finalização com um mata-leão no primeiro round.
Moicano era esperado para enfrentar Arman Tsarukyan em 29 de abril de 2023, na luta principal do UFC on ESPN: Song vs. Simón. No entanto, ele se retirou do combate devido a uma lesão.
Moicano enfrentou Drew Dober em 3 de fevereiro de 2024, no UFC Fight Night: Dolidze vs. Imavov. Apesar de ter sofrido um corte no rosto durante o segundo round, Moicano manteve amplo controle posicional por cima, o que contribuiu para sua vitória por decisão unânime.
No histórico UFC 300, realizado em 13 de abril de 2024, Moicano enfrentou Jalin Turner. Após ser derrubado no final do primeiro round com um golpe potente de Turner, ele se recuperou e venceu a luta por nocaute técnico com golpes no ground and pound.
Moicano enfrentou Benoît Saint Denis na luta principal do UFC Fight Night: Moicano vs. Saint Denis, em 28 de setembro de 2024. Ele venceu o combate por nocaute técnico devido à interrupção médica ao final do segundo round, resultado dos danos causados ao olho direito de Saint Denis.
Moicano estava originalmente programado para enfrentar Beneil Dariush em 18 de janeiro de 2025 no UFC 311. Um dia antes do evento, uma lesão sofrida pelo desafiante ao título Arman Tsarukyan o forçou a se retirar da luta. Moicano acabou substituindo Tsarukyan e desafiou o campeão peso-leve Islam Makhachev pelo título. Moicano perdeu a luta por finalização com um triângulo de mão invertido no primeiro assalto.
A luta entre Moicano e Beneil Dariush foi remarcada e ocorreu em 28 de junho de 2025, no UFC 317. Moicano foi derrotado por decisão unânime.

## Carreira no grappling
Moicano enfrentou Chase Hooper no Fury Pro Grappling 3, realizado em 30 de dezembro de 2021, e venceu a luta por decisão unânime.
Moicano enfrentou Cristian Guzman no coevento principal do UFC Fight Pass Invitational 7, realizado em 15 de maio de 2024. Ele venceu a luta por pontos.

## Vida Pessoal
Moicano é casado com Priscila Van der Brooke, que também já se aventurou no mundo do MMA, fazendo sua estreia e única luta em 2017, vencendo por nocaute. O casal tem dois filhos: o primogênito Isaac, nascido em 2020, e o caçula David, nascido em 2025.
Moicano chamou atenção por seu apoio declarado à economia austríaca. Em 2024, sua homenagem a Ludwig von Mises durante uma luta no UFC viralizou nas redes sociais. Ele afirmou que os impostos sobre seus ganhos no UFC o levaram a estudar economia e se engajar em ativismo político. Moicano expressou seu apreço e compromisso com os valores libertários presentes nas bases dos Estados Unidos, como a Constituição, a Primeira Emenda, o direito à posse de armas e à propriedade privada. Sua defesa do Bitcoin foi destacada pela Fox Business em 2024, onde ele apresentou a criptomoeda como uma proteção contra a instabilidade financeira. No mesmo ano, em um discurso de vitória em Paris, Moicano fez críticas ao presidente francês Emmanuel Macron, aos globalistas e à democracia, recomendando a leitura do livro libertário "Democracia: o Deus que falhou", de Hans-Hermann Hoppe.

## Campeonatos e realizações

### Artes Marciais Mistas
- Ultimate Fighting Championship
  - Luta da Noite (uma vez) vs. Brian Ortega[44]
  - Performance da Noite (uma vez) vs. Cub Swanson[50]
  - Empatado com (Charles Oliveira, Brendan Allen) pelo quarto maior número de finalizações por mata-leão na história do UFC (com 6)[96][97]
  - UFC Honors Awards
    - 2024: Vencedor da Reviravolta do Ano – Escolha dos Fãs vs. Jalin Turner[98]

  - UFC.com Awards
    - 2024: 7º lugar em Lutador do Ano[99]
- Jungle Fight
  - Título Peso-Pena Interino (uma vez)
- ESPN
  - Melhor momento no microfone do ano de 2022 (UFC 281)[100]

## Cartel no MMA
| Cartel no MMA   |             |            |
| 28 lutas        | 20 vitórias | 7 derrotas |
| Por nocaute     | 2           | 3          |
| Por finalização | 10          | 2          |
| Por decisão     | 8           | 2          |
| Empates         | 1           | 1          |

| Res.    | Cartel | Oponente             | Método                               | Evento                                     | Data       | Round | Tempo | Local                       | Notas                                                                                       |
| ------- | ------ | -------------------- | ------------------------------------ | ------------------------------------------ | ---------- | ----- | ----- | --------------------------- | ------------------------------------------------------------------------------------------- |
| Derrota | 20–7–1 | Beneil Dariush       | Decisão (unânime)                    | UFC 317: Topuria vs. Oliveira              | 28/05/2025 | 3     | 5:00  | Las Vegas, Nevada           |                                                                                             |
| Derrota | 20–6–1 | Islam Makhachev      | Finalização (brabo choke)            | UFC 311: Makhachev vs Moicano              | 18/01/2025 | 1     | 4:05  | Inglewood, Califórnia       | Pelo Cinturão Peso Leve do UFC; Moicano substituiu Arman Tsarukyan com 24h de antecedência. |
| Viória  | 20–5–1 | Benoît Saint Denis   | Nocaute Técnico (interrupção médica) | UFC Fight Night 243: Moicano vs. St.Denis  | 28/10/2024 | 2     | 5:00  | Paris                       |                                                                                             |
| Viória  | 19–5–1 | Jalin Turner         | Nocaute Técnico (socos)              | UFC 300: Pereira vs. Hill                  | 13/04/2024 | 2     | 4:11  | Las Vegas, Nevada           |                                                                                             |
| Vitória | 18–5–1 | Drew Dober           | Decisão (unânime)                    | UFC Fight Night: Dolidze vs. Imavov        | 03/02/2024 | 3     | 5:00  | Las Vegas, Nevada           |                                                                                             |
| Vitória | 17-5-1 | Brad Riddell         | Finalização (mata-leão)              | UFC 281: Adesanya vs. Pereira              | 12/11/2022 | 1     | 3:20  | Nova Iorque, Nova Iorque    |                                                                                             |
| Derrota | 16-5-1 | Rafael dos Anjos     | Decisão (unânime)                    | UFC 272: Covington vs. Masvidal            | 05/03/2022 | 5     | 5:00  | Las Vegas, Nevada           |                                                                                             |
| Vitória | 16-4-1 | Alexander Hernandez  | Finalização (mata-leão)              | UFC 271: Adesanya vs. Whittaker 2          | 12/02/2022 | 2     | 1:23  | Houston, Texas              |                                                                                             |
| Vitória | 15-4-1 | Jai Herbert          | Finalização (mata-leão)              | UFC Fight Night: Gane vs. Volkov           | 26/06/2021 | 2     | 4:19  | Enterprise, Nevada          |                                                                                             |
| Derrota | 14-4-1 | Rafael Fiziev        | Nocaute (socos)                      | UFC 256: Figueiredo vs. Moreno             | 12/12/2020 | 1     | 4:05  | Las Vegas, Nevada           |                                                                                             |
| Vitória | 14-3-1 | Damir Hadžović       | Finalização (mata-leão)              | UFC Fight Night: Lee vs. Oliveira          | 14/03/2020 | 1     | 0:44  | Brasília                    | Estreia nos Leves.                                                                          |
| Derrota | 13-3-1 | Chan Sung Jung       | Nocaute Técnico (socos)              | UFC Fight Night: Moicano vs. Korean Zombie | 22/06/2019 | 1     | 0:58  | Greenville, Carolina do Sul |                                                                                             |
| Derrota | 13-2-1 | José Aldo            | Nocaute Técnico (socos)              | UFC Fight Night: Assunção vs. Moraes II    | 02/02/2019 | 2     | 0:44  | Fortaleza                   |                                                                                             |
| Vitória | 13-1-1 | Cub Swanson          | Finalização (mata-leão)              | UFC 227: Dillashaw vs. Garbrandt II        | 04/08/2018 | 1     | 4:15  | Los Angeles, Califórnia     | Performance da Noite.                                                                       |
| Vitória | 12-1-1 | Calvin Kattar        | Decisão (unânime)                    | UFC 223: Khabib vs. Iaquinta               | 07/04/2018 | 3     | 5:00  | Brooklyn, Nova Iorque       |                                                                                             |
| Derrota | 11-1-1 | Brian Ortega         | Finalização (guilhotina)             | UFC 214: Cormier vs. Jones II              | 29/07/2017 | 3     | 2:59  | Anaheim, California         | Luta da Noite.                                                                              |
| Vitória | 11-0-1 | Jeremy Stephens      | Decisão (dividida)                   | UFC on Fox: Johnson vs. Reis               | 15/04/2017 | 3     | 5:00  | Kansas City, Missouri       |                                                                                             |
| Vitória | 10-0-1 | Zubaira Tukhugov     | Decisão (dividida)                   | UFC 198: Werdum vs. Miocic                 | 14/05/2016 | 3     | 5:00  | Curitiba                    |                                                                                             |
| Vitória | 9-0-1  | Tom Niinimäki        | Finalização (mata-leão)              | UFC Fight Night: Machida vs. Dollaway      | 20/12/2014 | 2     | 3:30  | Barueri                     | Estreia no UFC.                                                                             |
| Vitória | 8-0-1  | Ismael Bonfim        | Finalização (mata-leão)              | Jungle Fight 71                            | 19/07/2014 | 1     | 2:59  | São Paulo                   |                                                                                             |
| Vitória | 7-0-1  | Nilson Pereira       | Decisão (unânime)                    | Jungle Fight 55                            | 20/07/2013 | 3     | 5:00  | Rio de Janeiro              |                                                                                             |
| Vitória | 6-0-1  | Mauro Chaulet        | Finalização (mata-leão)              | Jungle Fight 50                            | 06/04/2013 | 2     | 2:53  | Novo Hamburgo               |                                                                                             |
| Empate  | 5-0-1  | Felipe Froes         | Empate (majoritário)                 | Shooto Brasil 36                           | 23/11/2013 | 3     | 5:00  | Brasília                    |                                                                                             |
| Vitória | 5-0    | Iliarde Santos       | Decisão (unânime)                    | Jungle Fight 29                            | 25/06/2011 | 3     | 5:00  | Serra                       |                                                                                             |
| Vitória | 4-0    | Andrezinho Nogueira  | Decisão (unânime)                    | Jungle Fight 25                            | 19/02/2011 | 3     | 5:00  | Vila Velha                  |                                                                                             |
| Vitória | 3-0    | Eduardo Felipe       | Finalização (mata-leão)              | Jungle Fight 24                            | 18/12/2010 | 2     | 2:49  | Rio de Janeiro              |                                                                                             |
| Vitória | 2-0    | João Paulo Rodrigues | Decisão (unânime)                    | Jungle Fight 21                            | 31/07/2010 | 3     | 5:00  | Natal                       |                                                                                             |
| Vitória | 1-0    | Alexandre de Almeida | Finalização (mata-leão)              | Jungle Fight 18                            | 20/03/2010 | 3     | 1:56  | São Paulo                   |                                                                                             |

## Lutas em pay-per-view
| N. | Evento                         | Data                  | Local       | Cidade                | Vendas de PPV |
| -- | ------------------------------ | --------------------- | ----------- | --------------------- | ------------- |
| 1. | UFC 311: Makhachev vs. Moicano | 18 de janeiro de 2025 | Intuit Dome | Inglewood, Califórnia | Não Divulgado |